# Ostioneros de Guaymas (baloncesto)
Para el equipo de béisbol, véase Ostioneros de Guaymas.
Los Ostioneros de Guaymas es un equipo del Circuito de Baloncesto de la Costa del Pacífico con sede en Guaymas, Sonora, México.

## Historia
Los Ostioneros de Guaymas es un equipo profesional de baloncesto con sede en Guaymas, Sonora que participa en el Circuito de Baloncesto de la Costa del Pacífico. Su nombre tiene como origen el desaparecido Club de béisbol Ostioneros de Guaymas.
Los Ostioneros de Guaymas fueron fundados en el año 2008 por el Patronato Deportivo de Guaymas, con el objetivo de dar continuidad al Baloncesto profesional en Guaymas, convirtiéndose en la tercera franquicia en participar en la nueva etapa del Circuito de Baloncesto de la Costa del Pacífico, después de Bucaneros de Guaymas y Marineros de Guaymas.

### Temporada 2009-2011
En la temporada 2009 del CIBACOPA participaron 10 equipos divididos en dos zonas (Norte y Sur). Ostioneros de Guaymas obtuvo un récord de 20 ganados y 20 derrotas, accediendo a playoffs en su primera temporada en la tercera posición de la zona norte. Se enfrentarían a Rayos de Hermosillo que participaba también en su primera temporada y quienes a la postre, ganaron la serie en seis encuentros.
Para la Temporada 2010, los Ostioneros repetirían hazaña de llegar a primera ronda de playoffs, cayendo nuevamente en esta etapa ahora frente a Mineros de Cananea en siete encuentros. No fue sino hasta la temporada Temporada 2011 que lograrían llegar a la ronda semifinal, cayendo nuevamente en 5 juegos ante Mineros de Cananea.

### Temporada 2012
En su Cuarta Temporada en CIBACOPA, los Ostioneros de Guaymas cerrarían la fase regular en segundo lugar general, accediendo a playoffs y dejando en el camino en cuartos de final a Fuerza Guinda de Nogales en 5 juegos. Durante la semifinal se enfrentaron a Tijuana Zonkeys a quienes vencerían en 7 encuentros. Y accederían a su primera serie final frente a Rayos de Hermosillo, quienes se convertirían en campeones por primera ocasión venciendo a Ostioneros en 7 juegos.
Este año ha sido la única serie final para Ostioneros de Guaymas dentro del circuito. Sus jugadores Myron Allen y Jerome Habel terminaron como líderes de asistencias y tapones respectivamente.

### Temporadas 2013-2014
Durante la Temporada 2013 sólo lograron calificar a la primera ronda de playoffs, a pesar de haber accedido como segundo lugar general, fueron vencidos en la etapa de cuartos de final por los Mineros de Cananea que se convirtieron, hasta ese momento, en el equipo que en más ocasiones ha eliminado a Ostioneros de Guaymas (con tres ocasiones). En la Temporada 2014 los Tijuana Zonkeys lograron vencer a Ostioneros de Guaymas en sólo 5 encuentros.

### Temporadas 2015-2017
En la Temporada 2015, Ostioneros de Guaymas concluyó la temporada regular como líder de la liga sumando 28 victorias por solo 10 derrotas. Accedieron a playoffs como primer lugar y dejaron en el camino en 5 encuentros a Caballeros de Culiacán para después caer en semifinales frente a Fuerza Guinda de Nogales en 7 juegos.
En la Temporada 2016 Ostioneros llegaría a su segunda semifinal consecutiva luego de acabar en la tercera posición del ranking general y vencer a Vaqueros de Agua Prieta en 6 encuentros. En esta ocasión se jugarían sólo 5 juegos de semifinales ante quienes resultarían campeones ese año, los Náuticos de Mazatlán.
En la Temporada 2017 lograrían acceder a su tercera semifinal consecutiva. Eliminaron en la primera ronda de playoffs a los Tijuana Zonkeys en 6 juegos. Y finalmente fueron derrotados en 5 encuentros por los Rayos de Hermosillo. El equipo de la capital sonorense empataría a Mineros de Cananea como el equipo que ha eliminado de playoffs en más ocasiones a Ostioneros de Guaymas.

## Roster
| Ostioneros de Guaymas Temporada 2025 |    |                           |                                        |
| C U E R P O T É C N I C O            |    |                           |                                        |
| Entrenador                           |    | Bandera de Estados Unidos | Walter Lee McCarty                     |
| Asistente                            |    | Bandera de Estados Unidos | Benjamin Bliss                         |
| Asistente                            |    | Bandera de México         | Francisco López Munguía                |
| J U G A D O R E S                    |    |                           |                                        |
| Escolta                              | 0  | Bandera de Estados Unidos | Deishuan Hendrix Charles Booker (Baja) |
| Alero                                | 0  | Bandera de Estados Unidos | Jimond Ray Ivey (Baja)                 |
| Base                                 | 1  | Bandera de México         | Daniel Alfredo Ramos Elias González    |
| Pívot                                | 2  | Bandera de Estados Unidos | Issa Muhammad                          |
| Base                                 | 3  | Bandera de Estados Unidos | Sherif Ali Kenney (Baja)               |
| Alero                                | 4  | Bandera de Nigeria        | Daniel Uzodinma Utomi                  |
| Alero                                | 5  | Bandera de Canadá         | Justin Nicholas Jackson (Baja)         |
| Base                                 | 5  | Bandera de Estados Unidos | Jamari Antione Wheeler                 |
| Ala-pívot                            | 7  | Bandera de Estados Unidos | Anthony Shey Tarke                     |
| Ala-pívot                            | 8  | Bandera de Estados Unidos | Vance Antwann Johnson (Baja)           |
| Ala-pívot/Pívot                      | 8  | Bandera de Estados Unidos | John Alexander Mason (Baja)            |
| Escolta                              | 9  | Bandera de México         | Bryan Antonio Rivera Herrera           |
| Base                                 | 11 | Bandera de Estados Unidos | Pierre Andre Crockrell II (Baja)       |
| Ala-pívot                            | 11 | Bandera de México         | Óscar Andreé Calvillo Castañeda        |
| Escolta                              | 16 | Bandera de Estados Unidos | Gage Andrew Davis-Mcmurrin (Baja)      |
| Base                                 | 17 | Bandera de México         | Christian Adrián López Reyes           |
| Escolta                              | 20 | Bandera de Estados Unidos | Gage Andrew Davis-Mcmurrin             |
| Ala-pívot/Pívot                      | 22 | Bandera de Estados Unidos | Horace Gilbert Spencer III (Baja)      |
| Alero/Ala-pívot                      | 23 | Bandera de Estados Unidos | Cameron Ayodeji Oluyitan               |
| Base                                 | 24 | Bandera de Estados Unidos | Andy Stevie Cleaves II (Baja)          |
| Alero                                | 28 | Bandera de México         | Alejandro Villanueva López             |
| Base                                 | 30 | Bandera de Estados Unidos | Quade Raymon Green                     |
| Pívot                                | 99 | Bandera de Estados Unidos | Shaheed Davis (Baja)                   |
| = Capitán                            |    |                           |                                        |

 =  Cuenta con nacionalidad mexicana. 

### Jugadores destacados
- Jerome Anthony Habel, Delantero
- Anthony Lever Pedroza, Guardia
- Darío Barojas García, Guardia
- Rommel Marentes, Guardia
- Fernando Benítez Gómez, Delantero / Centro
- José Luis Bucio, Base
- Myron Allen, Base
- Daniel Girón, Guardia
- Paul Lester Marigney, Guardia